# Ilva Bagnolese
Ilva Bagnolese là một câu lạc bộ bóng đá Ý từ khu vực Bagnoli của Napoli. Câu lạc bộ được chú ý nhất khi thi đấu trong các cuộc thi đầu tiên của Giải vô địch bóng đá Ý trong những năm 1920, sau giai đoạn đó họ bắt đầu từ chối tham gianhững năm 1940 ở Serie C.
Mùa giải cuối cùng của Ilva Bagnolese đã diễn ra ở Serie D nơi họ bị xuống hạng ở Prima Categoria. Thay vì giải thể với sự xuống hạng, họ đã sáp nhập với Ischia Isolaverde vào năm 1960.